# NGC 4411B
NGC 4411B في الفهرس العام الجديد، هي مجرة، تقع في كوكبة العذراء. اكتشفت في 1860 بواسطة كريستسيان هنري فريدريك بيترز.

## روابط خارجية
- NGC 4411B على موقع ويكي سكاي: DSS2, SDSS, GALEX, IRAS, Hydrogen α, X-Ray, Astrophoto, Sky Map, Articles and images